# Gun (banda)
GUN, ganadores del premio MTV EMA, se formaron en Escocia por el guitarrista Giuliano Gizzi. Conocidos por su cautivadora mezcla de rock y una serie de éxitos que han ocupado las listas en toda Europa, GUN ha sido una fuerza constante en la industria musical. Durante su carrera, GUN ha logrado 4 álbumes en el top 20 del Reino Unido y 8 sencillos en el top 40, incluyendo una versión de Cameo’s Word Up que alcanzó el top 10 en el Reino Unido, y estuvo en las listas de toda Europa. GUN ha realizado giras extensas a lo largo de los años, destacando su participación con The Rolling Stones en sus giras Steel Wheels & Urban Jungle.
El último álbum de la banda, 'Hombres', alcanzó el top 10 en el Reino Unido y el número 1 en su tierra natal, Escocia. También apareció en la película de Samuel L. Jackson 'Damaged'. Grabado y producido con Simon Bloor (Trevor Horn) y mezclado por Daryl Thorpe (Foo Fighters), el álbum muestra la continua evolución y destreza incomparable de GUN en el rock. El primer sencillo del álbum, 'All Fired Up', establece el tono para un álbum que Metal Talk describe como "una verdadera celebración y un serio contendiente para el Álbum del Año," recibiendo una calificación perfecta de 5 estrellas.
La formación actual, compuesta por los miembros originales Dante Gizzi (Voz) y Giuliano Gizzi (Guitarra), junto con Paul McManus (Batería), Andy Carr (Bajo) y Ruaraidh MacFarlane (Guitarra).
La banda continúa de gira durante 2024 con sus giras por Europa y el Reino Unido, prometiendo una experiencia en vivo inolvidable que mezcla temas icónicos con nuevos éxitos de 'Hombres.'

### Formación y primeros años
GUN se formó en 1987 en Glasgow, Escocia, inicialmente bajo el nombre de Blind Allez y brevemente conocido como Phobia. Los miembros fundadores fueron Giuliano Gizzi (guitarra), Cami Morlotti (bajo), Mark Rankin (voz), Alan Thornton (batería) y David Aitken (guitarra). En 1988, la banda firmó con A&M Records. La formación cambió poco después con la salida de Thornton, Morlotti y Aitken, y la incorporación de Dante Gizzi (bajo), Scott Shields (batería) y Baby Stafford (guitarra). Jim McDermott contribuyó con la batería en sus primeros álbumes.

### Álbum debut y ascenso a la fama
GUN lanzó su álbum debut, Taking On the World, en julio de 1989. El álbum fue producido por Kenny MacDonald, conocido por su trabajo con Texas, Del Amitri, Love and Money, Bourgie Bourgie, Wet Wet Wet y Slide. Presentaba una mezcla de hard rock y elementos melódicos, lo que lo distinguía de otros álbumes de rock de esa época.
El sencillo principal, "Better Days", entró en el Top 40 de la UK Singles Chart y llevó a la banda a su primera aparición en "Top Of The Pops." Otros temas notables del álbum incluyen "Shame on You" y "Money (Everybody Loves Her)," conocidos por sus ganchos pegajosos y potentes riffs de guitarra.
Taking On the World recibió elogios de la crítica por su entrega enérgica y sólida composición, con éxito internacional tanto en sencillos como en listas de álbumes. El éxito del álbum ayudó a GUN a asegurar actos de apoyo con grandes nombres como The Rolling Stones, ampliando su base de fanes y ganando valiosa exposición al principio de su carrera.

### Giras importantes y segundo álbum

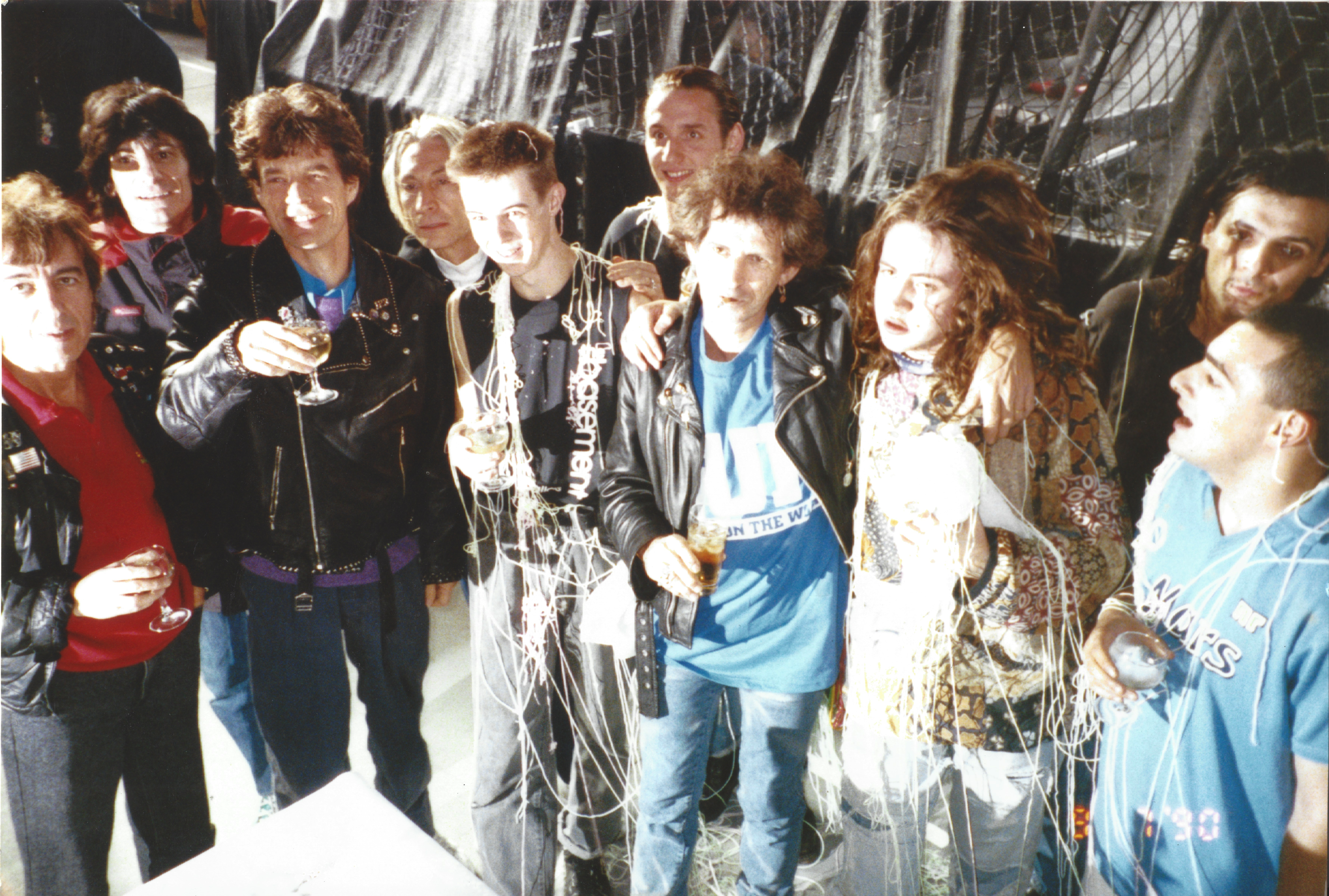
GUN con The Rolling Stones durante la gira Steel Wheels/Urban Jungle

A finales de 1989, GUN apoyó a The Rolling Stones en su Steel Wheels/Urban Jungle Tour en Europa. Esta gira fue un hito significativo, permitiendo a GUN actuar en estadios y arenas masivas, incluyendo lugares como Wembley Stadium en Londres, el Olympic Stadium en Berlín y el Estadio Vicente Calderón en Madrid. La gira ayudó a aumentar su visibilidad y les ganó críticas positivas y nuevos fanes.
Siguiendo su extenso calendario de giras, GUN grabó su segundo álbum, Gallus, con el productor Kenny MacDonald. Lanzado en 1992, el álbum incluyó el sencillo "Steal Your Fire," que logró éxito en las listas. Sharleen Spiteri y Alan Thornton contribuyeron con voces de fondo. Gallus mostró el crecimiento de la banda como músicos y compositores, consolidando aún más su lugar en el panorama de la música rock.
En 1992, GUN apoyó a Def Leppard en las fechas del Reino Unido de su Adrenalize World Tour. Actuando ante multitudes llenas en grandes lugares, las actuaciones llenas de energía y la presencia escénica de GUN ayudaron a establecer su reputación como una banda en vivo formidable.

### Éxito multiplatino con Swagger
Antes del lanzamiento de su tercer álbum, Swagger, tanto Dickson como Shields dejaron la banda. Dickson hizo apariciones no acreditadas en el álbum antes de unirse a la banda en solitario de Bruce Dickinson en 1994 y realizar giras extensamente con Robbie Williams, dejando a Giuliano Gizzi para manejar todas las tareas de guitarra. Mark Kerr, hermano del cantante principal de Simple Minds, Jim Kerr, reemplazó a Shields en la batería.
Swagger se convirtió en el álbum más exitoso de GUN, impulsado por su versión de "Word Up!" que se convirtió en un éxito del Top 10 en la UK Singles Chart, se ubicó internacionalmente, apareció en la película 'Barb Wire' y ganó un premio MTV EMA a la Mejor Versión. El sencillo "Don't Say It's Over" también logró un notable éxito. GUN también apareció en el primer festival T in the Park, mostrando su nuevo álbum.
En 1996, GUN apoyó a Bon Jovi en su These Days Tour, consolidando aún más su reputación como un poderoso acto en vivo. Actuar junto a Bon Jovi permitió a GUN llegar a más fanes del rock y expandir su audiencia, con fechas de gira por todo el Reino Unido que les brindaron la oportunidad de mostrar su música a multitudes entusiastas.

### 0141 632 6326 y la partida de Mark Rankin
Después de una pausa de tres años, GUN regresó con el nuevo baterista Stuart Kerr (anteriormente de Texas) y el tecladista Irvin Duguid. Se rebranded como G.U.N. para distanciarse del incidente del tiroteo de Dunblane. Su nuevo álbum, 0141 632 6326, producido por el tecladista de INXS, Andrew Farriss, fue lanzado pero no igualó el éxito de Swagger, alcanzando el puesto número 32 en la UK Albums Chart. La banda se separó en 1997, reuniéndose brevemente para conciertos en 1998 y 1999.

### Dante Gizzi y Break the Silence
Después de una reunión en el T in the Park 2008 así como una gira adicional con Rock Radio con los exmiembros de la banda Al Thornton, Gordon McNeil, Scott Shields y el cantante invitado Toby Jepson, en julio de 2010, GUN anunció que Dante Gizzi se movería del bajo a la voz principal. Derek Brown fue confirmado como el nuevo bajista, y Paul McManus se unió como el nuevo baterista. Los primeros conciertos de GUN con la nueva formación tuvieron lugar a principios de 2011 en el ABC2 en Glasgow. En diciembre de 2011, la banda presentó al nuevo guitarrista Johnny McGlynn y presentó canciones de su próximo álbum.
GUN lanzó su quinto álbum, Break the Silence, el 9 de julio de 2012. El álbum marcó una nueva era para la banda, con una nueva formación y un sonido rejuvenecido. Tocaron en el Download Festival el mismo año, mostrando su nuevo material a una audiencia más amplia. Break the Silence recibió críticas positivas y ayudó a restablecer a GUN en la escena de la música rock.

### Éxito continuo, Frantic y Favourite Pleasures
En octubre de 2014, se lanzó una edición del 25 aniversario de Taking on the World, con caras B, pistas en vivo y otras canciones. Para celebrarlo, la banda tocó tres noches con entradas agotadas en King Tut's Wah Wah Hut en Glasgow, interpretando sus álbumes Taking on the World, Gallus y Swagger en su totalidad.
El 23 de marzo de 2015, GUN lanzó Frantic y realizó giras por el Reino Unido, Irlanda y Europa. Lanzaron una versión benéfica de "Every 1's a Winner" de Hot Chocolate, cuyos ingresos se destinaron a Macmillan Cancer Nurses, y también apareció en la banda sonora y el tráiler de 'I Tonya'. La gira Frantic concluyó con un espectáculo con entradas agotadas en el Barrowlands de Glasgow.
El séptimo álbum de estudio de GUN, Favourite Pleasures, fue lanzado el 15 de septiembre de 2017 y se convirtió en su primer álbum en el top 20 desde 1994, alcanzando el número 16 en las listas de álbumes del Reino Unido.
En noviembre de 2019, para celebrar su 30 aniversario, GUN lanzó un álbum recopilatorio, R3L0ADED, y se embarcó en "The Big 3-0 Tour" con FM y The Dan Reed Network, tocando Taking on the World en su totalidad.

### The Calton Songs y nuevas direcciones
El 18 de mayo de 2022, GUN anunció un nuevo álbum, The Calton Songs, que incluye versiones acústicas de sus canciones a lo largo de su carrera. El álbum tenía como objetivo ofrecer una nueva perspectiva sobre sus pistas clásicas, brindando un sonido más íntimo y desnudo. Junto con el anuncio, lanzaron el sencillo "Backstreet Brothers," que destacó la continua evolución y adaptabilidad de la banda.
El lanzamiento de The Calton Songs fue acompañado por una serie de conciertos íntimos y sesiones acústicas, mostrando aún más la versatilidad de la banda y su conexión con su audiencia. El álbum fue bien recibido por fanes y críticos por igual, apreciando las nuevas versiones de canciones queridas y la capacidad de la banda para reinterpretar su propio trabajo.

Portada del álbum Hombres (2024)

### Hombres y renovado éxito en las listas
El noveno álbum de estudio de GUN, Hombres, fue lanzado el 12 de abril de 2024. El álbum rápidamente alcanzó el número 10 en las listas del Reino Unido y aseguró el puesto número 1 en Escocia. Hombres también logró un éxito significativo en las listas de iTunes del Reino Unido, con tres versiones separadas del álbum entrando en el top 10, incluida una que alcanzó el número 1.
El éxito del álbum se vio impulsado por la inclusión de las pistas "Pride" y "Lucky Guy" en la película de Samuel L. Jackson 'Damaged', lo que llevó a un lanzamiento de edición especial de Hombres. Este período marcó un resurgimiento significativo para GUN, ya que continuaron ganando impulso y reconocimiento en la industria musical.

### Jools Gizzi
Jools Gizzi ha estado involucrado en varios proyectos musicales fuera de GUN. Ha colaborado con bandas como Deacon Blue y Texas, y contribuyó al trabajo de estudio de El Presidente. En 2006, Gizzi se reformó bajo el nombre 'Blind Allez' con Alan Thornton y Cami Morlotti, junto al cantante Peter Scallan y el guitarrista Ian Murray.

### Dante Gizzi
En 2005, Dante Gizzi reapareció en la banda de glam rock El Presidente. También coescribió dos canciones para el álbum debut homónimo de Rosie and the Goldbug de 2008 junto a su hermano, Giuliano Gizzi.

### Paul McManus
Paul McManus, quien se unió a GUN como su baterista en 2010, ha estado involucrado con varias otras bandas, incluidas La Paz con Doogie White.

### Andy Carr
Andy Carr, el bajista de GUN, también toca para la banda de Glasgow The Toi.

### Ruaraidh Macfarlane
Ruaraidh Macfarlane ha participado en varios proyectos musicales, incluidas las bandas Moy y White.

### Alan Thornton
Alan Thornton contribuyó al álbum debut de El Presidente, tocando la batería en nueve pistas. También se reunió con Jools Gizzi y Cami Morlotti en 2006 para reformar bajo el nombre 'Blind Allez', junto al cantante Peter Scallan y el guitarrista Ian Murray.

### Scott Shields
Scott Shields contribuyó a las bandas sonoras de las películas Black Hawk Down y Bend It Like Beckham. Tocó y realizó giras con Joe Strummer and the Mescaleros hasta la muerte de Strummer, después de lo cual ayudó a completar el último álbum de Strummer.

### Baby Stafford
En 1994, Baby Stafford lanzó un EP titulado Paper Love Maker, con Scott Shields en la batería. Posteriormente se unió a la banda Breaker.

### Alex Dickson
Desde que dejó GUN, Alex Dickson ha tocado con artistas como Bruce Dickinson, Emma Bunton, Robbie Williams, y Calvin Harris. También es miembro del supergrupo de rock Sack Trick.

### Mark Rankin
Mark Rankin actualmente trabaja para Virgin EMI Records en Londres, centrándose en la promoción en radio para sus artistas.

### Mark Kerr
Mark Kerr vive y trabaja en París, colaborando con varios actos, incluidos Sly Silver Sly, Regency Buck, Scanners, Jackos One, Mellow, Bob's Symphonic Orchestra, Cathy Burton, y el DJ Daniele Tignino. Ocasionalmente ha tocado la batería para Simple Minds y Les Rita Mitsouko.

### Gordon McNeil
Gordon McNeil escribe, produce y toca la batería para el grupo pop de Glasgow GoGoBot, un proyecto que comenzó en 2008.

## Discografía

### Álbumes de estudio
| Año                                                                                          | Detalles del álbum | Posiciones en listas | Posiciones en listas | Posiciones en listas | Posiciones en listas | Posiciones en listas | Posiciones en listas | Posiciones en listas | Certificaciones |
| Año                                                                                          | Detalles del álbum | UK                   | GER                  | NLD                  | NLD                  | NZ                   | SWE                  | ES                   | Certificaciones |
| -------------------------------------------------------------------------------------------- | --- | -------------------- | -------------------- | -------------------- | -------------------- | -------------------- | -------------------- | -------------------- | --------------- |
| 1989                                                                                         | Taking on the World - Fecha de lanzamiento: 5 de julio de 1989 - Discográfica: A&M, Caroline (solo reedición de 2014) | 44                   | —                    | —                    | 26                   | —                    | —                    | —                    | - BPI: Plata    |
| 1992                                                                                         | Gallus - Fecha de lanzamiento: 31 de marzo de 1992 - Discográfica: A&M                                                | 14                   | —                    | —                    | —                    | 41                   | —                    | —                    |                 |
| 1994                                                                                         | Swagger - Fecha de lanzamiento: 1 de julio de 1994 - Discográfica: A&M                                                | 5                    | 37                   | 14                   | —                    | 17                   | 32                   | —                    | - BPI: Plata    |
| 1997                                                                                         | 0141 632 6326 - Fecha de lanzamiento: 5 de mayo de 1997 - Discográfica: A&M, Polydor                                  | 32                   | —                    | —                    | —                    | —                    | —                    | —                    |                 |
| 2012                                                                                         | Break the Silence - Fecha de lanzamiento: 15 de junio de 2012 - Discográfica: Ear Music                               | —                    | —                    | —                    | —                    | —                    | —                    | —                    |                 |
| 2015                                                                                         | Frantic - Fecha de lanzamiento: 8 de marzo de 2015 - Discográfica: Caroline                                           | 50                   | —                    | —                    | —                    | —                    | —                    | —                    |                 |
| 2017                                                                                         | Favourite Pleasures - Fecha de lanzamiento: 15 de septiembre de 2017 - Discográfica: Caroline, Cloburn                | 16                   | —                    | —                    | —                    | —                    | —                    | —                    |                 |
| 2022                                                                                         | The Calton Songs - Fecha de lanzamiento: 14 de octubre de 2022 - Discográfica: Cherry Red Records                     | 52                   | —                    | —                    | —                    | —                    | —                    | —                    |                 |
| 2024                                                                                         | Hombres - Fecha de lanzamiento: 12 de abril de 2024 - Discográfica: Cooking Vinyl                                     | 10                   | —                    | —                    | —                    | —                    | —                    | 54                   |                 |
| "—" denota lanzamientos que no llegaron a las listas o no fueron lanzados en ese territorio. | |                      |                      |                      |                      |                      |                      |                      |                 |

### Extended plays
| Año  | Álbum                                                                             |
| ---- | --------------------------------------------------------------------------------- |
| 2009 | Popkiller - Fecha de lanzamiento: 6 de diciembre de 2009 - Discográfica: Townsend |
| 2015 | East End EP - Fecha de lanzamiento: 1 de julio de 2015 - Discográfica: Caroline   |

### Álbumes recopilatorios
| Año  | Álbum                                                                                                   |
| ---- | --- |
| 2003 | The Collection - Fecha de lanzamiento: 3 de marzo de 2003 - Discográfica: Spectrum                      |
| 2006 | The River Sessions - Fecha de lanzamiento: 4 de abril de 2006 - Discográfica: River                     |
| 2019 | R3L0ADED: The Best of Gun - Fecha de lanzamiento: 29 de noviembre de 2019 - Discográfica: Silver Lining |

### Sencillos
| Año                                                                        | Sencillo                       | Posiciones en listas | Posiciones en listas | Posiciones en listas | Posiciones en listas | Posiciones en listas | Posiciones en listas | Posiciones en listas | Posiciones en listas | Álbum                   |
| Año                                                                        | Sencillo                       | UK                   | IRE                  | FRA                  | NLD                  | BEL (FL)             | GER                  | NZ                   | US Rock              | Álbum                   |
| -------------------------------------------------------------------------- | ------------------------------ | -------------------- | -------------------- | -------------------- | -------------------- | -------------------- | -------------------- | -------------------- | -------------------- | ----------------------- |
| 1989                                                                       | "Better Days"                  | 33                   | —                    | —                    | —                    | —                    | —                    | 7                    | 19                   | Taking on the World     |
| 1989                                                                       | "Money (Everybody Loves Her)"  | 73                   | —                    | —                    | —                    | —                    | —                    | —                    | —                    | Taking on the World     |
| 1989                                                                       | "Inside Out"                   | 57                   | —                    | —                    | —                    | —                    | —                    | —                    | —                    | Taking on the World     |
| 1990                                                                       | "Taking on the World"          | 50                   | —                    | —                    | —                    | —                    | —                    | —                    | —                    | Taking on the World     |
| 1990                                                                       | "Shame On You"                 | 33                   | —                    | —                    | —                    | —                    | —                    | —                    | —                    | Taking on the World     |
| 1992                                                                       | "Steal Your Fire"              | 24                   | —                    | —                    | —                    | —                    | —                    | —                    | —                    | Gallus                  |
| 1992                                                                       | "Higher Ground"                | 48                   | —                    | —                    | —                    | —                    | —                    | —                    | —                    | Gallus                  |
| 1992                                                                       | "Welcome To The Real World"    | 43                   | —                    | —                    | —                    | —                    | —                    | —                    | —                    | Gallus                  |
| 1994                                                                       | "Word Up!"                     | 8                    | 17                   | 46                   | 14                   | 41                   | 32                   | 39                   | —                    | Swagger                 |
| 1994                                                                       | "Don't Say It's Over"          | 19                   | —                    | —                    | —                    | —                    | —                    | —                    | —                    | Swagger                 |
| 1995                                                                       | "The Only One"                 | 29                   | —                    | —                    | —                    | —                    | —                    | —                    | —                    | Swagger                 |
| 1995                                                                       | "Something Worthwhile"         | 39                   | —                    | —                    | —                    | —                    | —                    | —                    | —                    | Swagger                 |
| 1995                                                                       | "Seems Like I'm Losing You"    | —                    | —                    | —                    | —                    | —                    | —                    | —                    | —                    | Swagger                 |
| 1997                                                                       | "Crazy You"                    | 21                   | —                    | —                    | —                    | —                    | —                    | —                    | —                    | 0141 632 6326           |
| 1997                                                                       | "My Sweet Jane"                | 51                   | —                    | —                    | —                    | —                    | —                    | —                    | —                    | 0141 632 6326           |
| 2012                                                                       | "Break the Silence"            | —                    | —                    | —                    | —                    | —                    | —                    | —                    | —                    | Break the Silence       |
| 2015                                                                       | "Take Me to Church"            | —                    | —                    | —                    | —                    | —                    | —                    | —                    | —                    | Non-album single        |
| 2015                                                                       | "Frantic"                      | —                    | —                    | —                    | —                    | —                    | —                    | —                    | —                    | Frantic                 |
| 2015                                                                       | "Labour of Life"               | —                    | —                    | —                    | —                    | —                    | —                    | —                    | —                    | Frantic                 |
| 2015                                                                       | "Every 1's a Winner"           | —                    | —                    | —                    | —                    | —                    | —                    | —                    | —                    | Frantic                 |
| 2015                                                                       | "Hold Your Head Up"            | —                    | —                    | —                    | —                    | —                    | —                    | —                    | —                    | Frantic                 |
| 2016                                                                       | "Everybody Knows"              | —                    | —                    | —                    | —                    | —                    | —                    | —                    | —                    | East End EP             |
| 2017                                                                       | "Favourite Pleasures"          | —                    | —                    | —                    | —                    | —                    | —                    | —                    | —                    | Favourite Pleasures     |
| 2017                                                                       | "Silent Lovers"                | —                    | —                    | —                    | —                    | —                    | —                    | —                    | —                    | Favourite Pleasures     |
| 2017                                                                       | "The Boy Who Fooled the World" | —                    | —                    | —                    | —                    | —                    | —                    | —                    | —                    | Favourite Pleasures     |
| 2018                                                                       | "Take Me Down"                 | —                    | —                    | —                    | —                    | —                    | —                    | —                    | —                    | Favourite Pleasures     |
| 2019                                                                       | "Superstition"                 | —                    | —                    | —                    | —                    | —                    | —                    | —                    | —                    | R3l0aded                |
| 2021                                                                       | "Whiskey And A Prayer"         | —                    | —                    | —                    | —                    | —                    | —                    | —                    | —                    | Non-album single        |
| 2021                                                                       | "Better Days 2021"             | —                    | —                    | —                    | —                    | —                    | —                    | —                    | —                    | The Calton Songs        |
| 2022                                                                       | "Steal Your Fire 2022"         | —                    | —                    | —                    | —                    | —                    | —                    | —                    | —                    | The Calton Songs        |
| 2022                                                                       | "Backstreet Brothers"          | —                    | —                    | —                    | —                    | —                    | —                    | —                    | —                    | The Calton Songs        |
| 2022                                                                       | "Word Up 2022"                 | —                    | —                    | —                    | —                    | —                    | —                    | —                    | —                    | The Calton Songs        |
| 2022                                                                       | "Higher Ground 2022"           | —                    | —                    | —                    | —                    | —                    | —                    | —                    | —                    | The Calton Songs        |
| 2022                                                                       | "Inside Out 2022"              | —                    | —                    | —                    | —                    | —                    | —                    | —                    | —                    | The Calton Songs        |
| 2022                                                                       | "Coming Home 2022"             | —                    | —                    | —                    | —                    | —                    | —                    | —                    | —                    | The Calton Songs        |
| 2023                                                                       | "All Fired Up"                 | —                    | —                    | —                    | —                    | —                    | —                    | —                    | —                    | Hombres                 |
| 2024                                                                       | "Take Me Back Home"            | —                    | —                    | —                    | —                    | —                    | —                    | —                    | —                    | Hombres                 |
| 2024                                                                       | "Boys Don't Cry"               | —                    | —                    | —                    | —                    | —                    | —                    | —                    | —                    | Hombres                 |
| 2024                                                                       | "Lucky Guy"                    | —                    | —                    | —                    | —                    | —                    | —                    | —                    | —                    | Hombres                 |
| 2024                                                                       | "Falling"                      | —                    | —                    | —                    | —                    | —                    | —                    | —                    | —                    | Hombres                 |
| 2024                                                                       | "You Are What I Need"          | —                    | —                    | —                    | —                    | —                    | —                    | —                    | —                    | Hombres                 |
| 2024                                                                       | "Pride"                        | —                    | —                    | —                    | —                    | —                    | —                    | —                    | —                    | Hombres Damaged Edition |
| "—" denota lanzamientos que no llegaron a las listas o no fueron lanzados. |                                |                      |                      |                      |                      |                      |                      |                      |                      |                         |